# Léon Berton
Pour les articles homonymes, voir Berton.
Léon Berton (né le 21 août 1875 à Nogent-sur-Marne, dans le Val-de-Marne et mort le 19 avril 1957 dans le 18e arrondissement de Paris) est un acteur français .

## Filmographie
- 1927 : Le Manoir de la peur d'Alfred Machin et Henry Wulschleger (non crédité)
- 1935 : Zizi de Charles-Félix Tavano (court métrage)
- 1938 : La Route enchantée de Pierre Caron
- 1945 : La Boîte aux rêves d'Yves Allégret et Jean Choux
- 1945 : Le Pays sans étoiles de Georges Lacombe
- 1949 : Julie de Carneilhan de Jacques Manuel
- 1949 : Plus de vacances pour le Bon Dieu de Robert Vernay
- 1949 : Valse brillante de Jean Boyer
- 1950 : Véronique de Robert Vernay
- 1950 : Trois Télégrammes d'Henri Decoin
- 1951 : Andalousie de Robert Vernay
- 1951 : El sueño de Andalucia de Luis Lucia (version espagnole du film précédent)
- 1951 : Le Dindon de Claude Barma
- 1952 : Le Trou normand de Jean Boyer
- 1953 : Faites-moi confiance de Gilles Grangier
- 1954 : Le Comte de Monte Cristo de Robert Vernay (film tourné en deux époques)

## Théâtre
- 1950 : Le Complexe de Philémon de Jean Bernard-Luc, mise en scène Christian-Gérard, Théâtre Montparnasse